# Hospital Garrahan
El Hospital "Prof. Dr. Juan P. Garrahan" es un centro pediátrico de Argentina. Desde su inauguración, el 25 de agosto de 1987, la institución brinda atención a todos los niños, niñas y adolescentes de Argentina.
El Hospital Garrahan tiene más de 3500 agentes de salud, equipamiento de última generación y una atención basada en cuidados progresivos. Desde sus inicios, el Hospital funciona en forma autárquica. Es financiado en un 80 por ciento con fondos de origen estatal, de los cuales 80 por ciento provienen del Estado nacional y 20 por ciento del Gobierno de la Ciudad de Buenos Aires, mientras el 20 por ciento restante surge de ingresos correspondientes a la autogestión del Hospital (cobranzas, inversiones, actividades docentes, proyectos investigación, convenio Obras Públicas, Equipar Ciencia).

## Historia
En 1969, comandados por Carlos Gianantonio, un grupo de pediatras del Hospital de Niños Dr. Ricardo Gutiérrez elaboró un programa médico para un nuevo modelo de hospital de pediatría. En 1971 se llamó a concurso nacional para el diseño arquitectónico: un edificio basado en una filosofía de posibilidad de cambio y crecimiento, con un sistema de circulación que permitiera el acceso independiente de público, pacientes y materiales; una estructura horizontal que priorizara el caminar; con un entrepiso técnico; y espacios flexibles de atención médica, con módulos desmontables y modificables.[cita requerida]
Las obras comenzaron el 6 de mayo de 1975, a cargo de la constructora SITRA, durante la presidencia de María Estela Martínez de Perón. Las obras se suspendieron al año siguiente cuando se estableció el Proceso de Reorganización Nacional. En 1984, una vez retornado el país al sistema democrático, se conformó una comisión de médicos que planteó el modelo que debía adoptar este nuevo establecimiento para la pediatría.
En 1979, la Secretaría de salud Pública de la Nación resolvió que el Hospital Nacional de Pediatría llevase el nombre del Prof. Dr. Juan Pedro Garrahan, destacado pediatra argentino (1893-1965).
En 1984 una comisión técnica que contó con el asesoramiento de Gianantonio e integrada por los doctores Jorge Colombo, Domingo Suárez Boedo, José Casal, Rodolfo Dameno, Armando Reale, Alberto Dal Bó, Margarita Vitacco, Carlos Monti, Salvador Benaim y Juan Carlos O'Donnell comenzó a trabajar en la organización de lo que finalmente fue el Hospital Garrahan. En 1985 fueron designados como directores ejecutivos O'Donnell y Dal Bó. Finalmente, el 20 de abril de 1987 se creó por decreto nacional el Ente Hospital de Pediatría SAMIC, según la Ley 17.102 y el decreto reglamentario 8.284/68. La inauguración oficial la realizó el entonces presidente Raúl Alfonsín el 25 de agosto de 1987.
En abril de 2013 comenzó la construcción de un nuevo bloque edilicio, el Hospital de Día Clínico Oncológico. La obra fue llevada por Fundación Garrahan y la Fundación Nuria. El sector sumó 4800 m² útiles:  25 consultorios, salas de internación con 40 camas para administración de quimioterapia, 10 habitaciones de aislamiento con baño, consultorio odontológico especializado, tres espacios de reunión, tres oficinas para médicos, sala de estar y comedor de enfermería, entre otras comodidades.
En 30 años, el Hospital lleva realizados 2.246 trasplantes, 241.020 cirugías, atiende a más un tercio de los pacientes pediátricos con cáncer en el país y coordina el Programa Nacional de Telemedicina, una innovadora modalidad para el seguimiento de pacientes a través de plataformas telemédicas, con más de 220 oficinas de comunicación a distancia a lo largo y a lo ancho de la Argentina.
Cuenta con 18 quirófanos, 200 consultorios, áreas de neonatología y unidad de quemados, un banco de sangre de donantes 100% voluntarios, banco público de cordón umbilical, banco de tejidos, banco de tumores y laboratorios de biología molecular.
También ha desarrollado el primer centro de simulación en un hospital público pediátrico con más 1000 horas simuladas de prácticas médicas por año desde 2013.
El presupuesto del hospital se encuentra congelado desde 2024, lo que generó un conflicto con el gobierno nacional presidido por Javier Milei, que se intensificó a partir de mayo de 2025 con paros y movilizaciones. El gobierno acusó al hospital de ineficiente, por tener empleados administrativos dibujados por el kirchnerismo, a pesar de que la proporción es la normal en cualquier hospital.

## Estructura
El Hospital Garrahan funciona bajo la estructura de una institución descentralizada, con un presupuesto anual propio que se conforma de forma interdisciplinaria y es elevado por el Consejo de Administración -órgano máximo de gobierno hospitalario- a las autoridades sanitarias nacionales y del Gobierno de la Ciudad de Buenos Aires. A partir de 2017, el Hospital es financiado en un 80% por el ministerio de Salud de la Nación y en un 20% por el ministerio de Salud de la Ciudad, donde se encuentra emplazado, en el barrio porteño de Parque Patricios. 
Cuenta con un consejo de administración, 9 direcciones, 8 gerencias, 4 coordinaciones generales, 11 coordinaciones, 9 áreas, 29 departamentos y 40 servicios de especialidades médicas. En total trabajan 4266 agentes hospitalarios, de los que 3985 son de planta y contratos de guardia: 871 en logística, 439 en conducción, 2675 en servicios asistenciales y 281 becarios.

## Centro de Atención Integral del Paciente Hemato-Oncológico (CAIPHO)
El 9 de diciembre de 2015, luego de tres años de trabajo mancumunado entre el Hospital, Fundación Garrahan y la comunidad, se inauguró el nuevo Centro de Atención Integral del Paciente Hemato-Oncológico (CAIPHO), un espacio exclusivo para la atención de niños con cáncer en el Garrahan, donde se atiende al 35% de los pacientes pediátricos oncológicos del país.
El edificio fue construido en forma integrada y anexa al hospital. Por año, el Hospital Garrahan recibe 420 nuevos casos de cáncer infantil, lo que lo convierte en el principal centro de atención oncológica público pediátrico del país. A su vez, cuenta con un nivel de sobrevida del 80%, al igual que las mejores instituciones de salud del mundo.[cita requerida]
Anualmente, unos 1400 niños son diagnosticados con cáncer en Argentina; en el mundo la cifra se eleva a 200.000: el 80% vive en países de bajos y medianos recursos donde se producen el 90% de muertes.[cita requerida]
Se estima que la cantidad de niños con esta enfermedad aumentará un 30% en los próximos años. El cálculo se realiza sobre la base del crecimiento de la población y la disminución de la mortalidad infantil por causa infecciosa. Este incremento también alcanzará a nuestro país.[cita requerida]

## Autoridades
Consejo de Administración
Presidente: Oscar Imventarza
- Karina Fiquepron
- Patricia Elmeaudy
- Oscar Pérez

Direcciones
- Dirección Médica Ejecutiva: Soraya El Kik
- Dirección Médica Adjunta: Mariel Sánchez
- Dirección Administrativa Adjunta: Ariel Rebello
- Dirección Asociada de Enfermería: Alejandra Martínez
- Dirección Asociada de Atención al Paciente: Débora Mecikovsky
- Dirección Asociada de Atención Pediátrica: Patricia Bellani
- Dirección Asociada de Servicios Técnicos: Darío Filippo
- Dirección Asociada de Asuntos Jurídicos: Melina Álvarez
- Dirección Asociada de Docencia e Investigación: Juan Carlos Vassallo

## Reconocimientos
- En 2004, el Hospital Garrahan recibió el Premio a la Calidad del Gobierno de la Ciudad de Buenos Aires.
- En 2008, la Fundación Konex reconoció al hospital con el Diploma al Mérito de los Premios Konex en la disciplina Entidades de Salud, por su destacada labor en la década 1998-2007 en la Argentina.[18]
- En 2010, el Gobierno Nacional entregó el Premio Nacional a la Calidad al Hospital Garrahan por su "estilo de liderazgo innovador, proactivo y participativo, una fuerte relación de los valores con la visión y la misión de la organización que demuestran el predominio de los valores de calidad e innovación por sobre los valores tradicionales".[19]
- En 2018, la Fundación Konex lo reconoció nuevamente, esta vez con el Konex de Platino.